# Horse Head
Das Horse Head (englisch für Pferdekopf) ist eine zerklüftete Landspitze mit einem markanten und 10 m hohen Kliff an der Nordküste Südgeorgiens. Sie liegt 500 m nördlich der Mündung des Penguin River in die Cumberland East Bay. 
Erste Vermessungen nahmen Wissenschaftler der Schwedischen Antarktisexpedition (1901–1903) unter der Leitung Otto Nordenskjölds vor. Das UK Antarctic Place-Names Committee gab ihr 1954 ihren deskriptiven Namen, nachdem die gleichbedeutende norwegische Bezeichnung Hestes Hode seit langem unter Wal- und Robbenjägern bekannt war.